# Affect
Affect is de onderliggende ervaring van gevoel, emotie, hechting of stemming. Het is een breed scala aan emotionele toestanden en kan positief (bijvoorbeeld geluk, vreugde, opwinding) of negatief (bijvoorbeeld verdriet, woede, angst, afkeer) zijn. Affect is een fundamenteel aspect van de menselijke ervaring en speelt een centrale rol in veel psychologische theorieën en studies.
De term wordt vaak door elkaar gebruikt met verschillende gerelateerde termen en concepten, hoewel elke term licht verschillende nuances kan hebben. Deze termen omvatten: emotie, gevoel, stemming, emotionele toestand, sentiment, affectieve toestand, emotionele reactie, affectieve reactiviteit en dispositie. Onderzoekers en psychologen kunnen specifieke termen gebruiken op basis van hun focus en de context van hun werk.

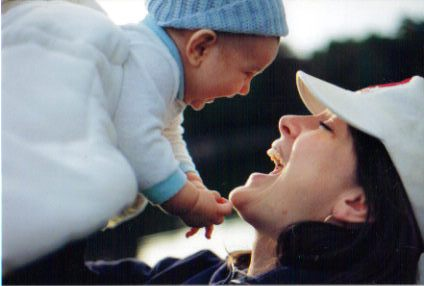
Affect tussen moeder en kind

Het begrip affect komt ook voor in de muziektheorie. De retorische figuren die het affect doen ontstaan werden vanuit de redenaarskunst overgezet naar de muziektaal van de Barokperiode.